# Orlando Valle

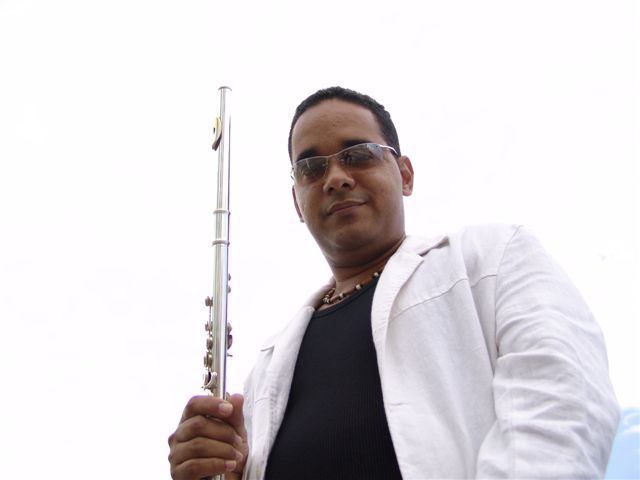
Orlando Valle Maraca

Orlando Jesús Valle Moleiro Maraca (* 5. September 1966 in Havanna) ist ein kubanischer Flötist, Komponist, Arrangeur und Bandleader.
Valle wuchs in einer Musikerfamilie auf und hatte ab dem zehnten Lebensjahr Flötenunterricht am Konservatorium Manuel Saumell. 1987 trat er in das Orchester von Bobby Carcassés ein und wurde Mitglied einer Gruppe unter Leitung des Pianisten und Komponisten Emiliano Salvador. 1988 wurde er Flötist, Arrangeur und Komponist in der von Chucho Valdés geleiteten Jazzgruppe Irakere, mit der er im Laufe von sechs Jahren auch in lateinamerikanischen Jazzclubs mit Musikern wie Dizzy Gillespie und Chick Corea auftrat.
1994 trennte er sich von Irakere und begann eine Laufbahn als Solomusiker. Er arbeitete als Komponist und Arrangeur für die von seinem Bruder Moisés geleitete Gruppe Yumurí y sus Hermanos, die Perkussionisten Tata Güines und „Angá“ Díaz und den Trompeter Jesús Alemañy, trat mit dem Saxophonisten Steve Coleman und dem Trompeter Roy Hargrove auf und spielte sein erstes Soloalbum Fórmula I ein.
Im Jahr 1995 gründete Valle die Jazzband Maraca y Otra Visión, die in den nächsten Jahren bei fast allen wichtigen Jazzfestivals in Europa auftrat und 1995 als einzige kubanische Gruppe an der Midem in Cannes teilnahm. Das erste Album der Gruppe, Havana Calling, wurde 1997 vom Magazin Latin Beat als bestes Album des Jahres ausgezeichnet. 1999 erhielt er für das Album Sonando, an dem u. a. Compay Segundo, Barbarito Torres, Pío Leyva, Los Muñequitos de Matanzas, Rolo Martínez und Lino Borges als Gäste mitwirkten, den Premio Cubadisco für das beste Fusion-Album.
Valle trat mit seinen Gruppen Maraca y Otra Visión und Maraca y Afro-Cuban Jazz Masters (2001) in mehr als 35 Staaten auf und wurde 2003 für einen Grammy (bestes Salsa-Album des Jahres) nominiert. Er spielte sechs Soloalben ein und wirkte als Gastmusiker an mehr als vierzig Alben mit.